# Sehlen
Sehlen ist eine Gemeinde im Landkreis Vorpommern-Rügen auf der Insel Rügen in Mecklenburg-Vorpommern. Die Gemeinde wird vom Amt Bergen auf Rügen mit Sitz in der Stadt Bergen auf Rügen verwaltet.

## Geografie

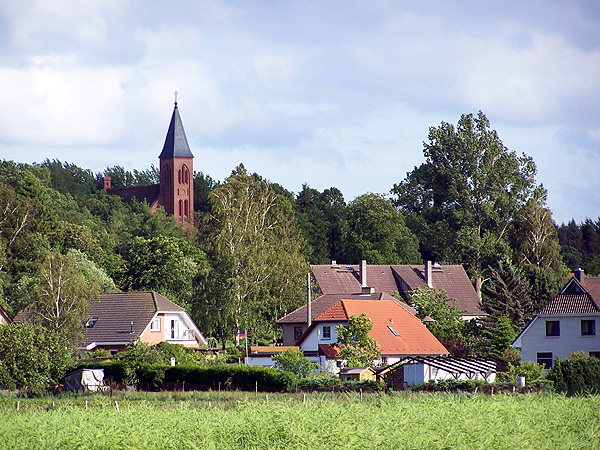
Ansicht von Sehlen auf Rügen mit Turm der Dankeskirche

Die Gemeinde Sehlen liegt etwa fünf Kilometer südlich von Bergen im zentralen Muttland inmitten eines Grundmoränengebiet auf Rügen. Nördlich der Gemeinde befinden sich größere Waldgebiete.
Umgeben wird Sehlen von den Nachbargemeinden Parchtitz im Norden, Bergen auf Rügen im Nordosten, Putbus im Südosten, Garz/Rügen im Süden, Samtens im Südwesten sowie Dreschvitz im Westen.
Die Gemeinde Sehlen besteht aus folgenden Ortsteilen:
| - Alt Sassitz - Sehlen - Groß Kubbelkow - Klein Kubbelkow | - Mölln-Medow - Tegelhof - Teschenhagen |

## Geschichte
Die Gemeinde war bis 1326 Teil des Fürstentums Rügen und danach des Herzogtums Pommern. Mit dem Westfälischen Frieden von 1648 wurde Rügen und somit auch das Gebiet von Sehlen ein Teil von Schwedisch-Pommern. 1815 kam Sehlen
als Teil von Neuvorpommern zur preußischen Provinz Pommern.
Seit 1818 gehörte die Gemeinde zum Kreis bzw. Landkreis Rügen. Von 1952 bis 1955 war es dem Kreis Putbus zugehörig. Die Gemeinde gehörte danach bis 1990 zum Kreis Rügen im Bezirk Rostock und wurde im selben Jahr Teil des Landes Mecklenburg-Vorpommern. Der seit 1990 wieder so bezeichnete Landkreis Rügen ging 2011 im Landkreis Vorpommern-Rügen auf.
Sehlen wurde 1298 erstmals als Zele, (aus dem slawischen zeleny = grün). Als selbständiger Ort ist Sehlen wohl im 15. Jahrhundert entstanden. Er war 1471 im Besitz des Erik von Barnekow, Sohn des bekannten Landvogts Raven von Barnekow, und blieb bis ins 19. Jahrhundert Eigentum der Familie von Barnekow, die dort einen von wenigen Katen umgebenen Wohnhof besaß. 1820 wurde das Gut allodifiziert (aufgeteilt) und 1817 auf der Feldmark eine 1835 wieder eingegangene Ziegelei angelegt.
Alt Sassitz galt schon im 19. Jahrhundert als Bauerndorf. Bei einer statistischen Zählung mit dem Stand vom 3. Dezember 1867 bestand der Ort aus acht Familien mit gesamt 57 Einwohnern, davon waren sieben Bürger ortsgebürtig. Im 1939 letztmals veröffentlichen Güter-Adressbuch Pommern gab es einen 71 ha Hof der Familie Risch, in Neu Sassitz einen 38 ha Hof der Familie Scheer.
Groß Kubbelkow bestand als kleineres Gut mit 309 ha, gehörte dem Kloster St. Jürgen vor Rambin in Stralsund und wurde durch einen Pächter betrieben.
Klein Kubbelkow wurde erstmals 1314 als Cublikowe erwähnt; zu dieser Zeit wohl noch zusammen mit Groß Kubbelkow. Ort und Gut gehörten seit dem 14. Jahrhundert bis 1945 der auf Rügen weit verbreiteten Familie von Barnekow. Sie galten als Erb-, Lehn- und Gerichtsherren von Ort und Gut. Der Familie bildete eine eigene genealogische Familienlinie heraus, ihr gehörte einst auch der Besitz Ralswiek, deren eine Tochter Fritze von Barnekow mit Christoph von Barnekow liiert war und in zweiter Ehe den Gutsbesitzer Carl von Berg-Silenz heiratete. Im ersten Drittel des 20. Jahrhunderts prägte Joachim Freiherr von Barnekow (1899–1941), zuletzt Oberstleutnant, die Gutsgeschichte. Der Besitz selbst umfasste noch 1939 eine Größe von 308 ha. Eigentümer war Jochen Freiherr von Barnekow, Verwalter ein Freiherr von Fireks als Generalbevollmächtigter. Das alte Gutshaus wurde dann 1963 beseitigt. Das neue Gutshaus im Cottage-Stil war bereits 1908 als historisierendes Fachwerkhaus errichtet worden und beherbergt heute ein Restaurant. Bemerkenswert ist der 4 ha große Park, der 1820/1830 von einem kleinen Barockpark in einen größeren englischen Landschaftspark umgestaltet wurde.
Mölln-Medow gilt als später Fundort von mehreren Bronzearbeiten, darunter eine Fibel. Mölln-Medow war lange Standort einer Königlichen Oberförsterei mit Hauptbestand von Eichen. Kurz vor der Bodenreform ist ein 23 ha der Familie Sulklen noch nachgewiesen.
Tegelhof war Anfang des 20. Jahrhunderts ein 77 ha Hof, welcher als kleiner Bestandteil zur großen Standesherrschaft Putbus gehörte. 1914 besaß diese die älteste Tochter des Wilhelm Malte II. zu Putbus, Marie Gräfin von Wylich und Lottum, Fürstin von Putbus (1858–1930), verheiratet mit Franz von Veltheim (1848–1927).
Teschenhagen gehörte als klassisches Rittergut mit 321 ha Fläche dem Kloster St. Jürgen vor Rambin in Stralsund und war größtenteils in Pacht gegeben.

## Dienstsiegel
Die Gemeinde verfügt über kein amtlich genehmigtes Hoheitszeichen, weder Wappen noch Flagge. Als Dienstsiegel wird das kleine Landessiegel mit dem Wappenbild des Landesteils Vorpommern geführt. Es zeigt einen aufgerichteten Greifen mit aufgeworfenem Schweif und der Umschrift „GEMEINDE SEHLEN“.

## Sehenswürdigkeiten
- Reetdachhäuser
- Neugotische Dankeskirche (Sehlen) aus Backstein von 1866
- Gutshaus Klein Kubbelkow und Park

## Verkehr
Die Bundesstraße 96 und die Bahnstrecke Stralsund–Sassnitz verlaufen durch den Ortsteil Teschenhagen.

## Persönlichkeiten
- Hugo Gau-Hamm (* 1889 in Mölln-Medow; † 1967 in Berlin), Schauspieler